# Mirafuentes
Mirafuentes ist ein nordspanisches Dorf und eine Gemeinde (municipio) mit 58 Einwohnern (Stand: 2024) im Süden der Autonomen Gemeinschaft Navarra.

## Lage und Klima
Mirafuentes liegt gut 57 km (Fahrtstrecke) westsüdwestlich von Pamplona bzw. ca. 31 km nordöstlich von Logroño in einer Höhe von ca. 465 m am Ega. Das Klima ist gemäßigt bis warm; Regen (604 mm/Jahr) fällt überwiegend im Winterhalbjahr.

## Bevölkerungsentwicklung
| Jahr      | 1970 | 1981 | 1991 | 2001 | 2011 | 2021 |
| Einwohner | 107  | 68   | 53   | 54   | 54   | 61   |

## Sehenswürdigkeiten

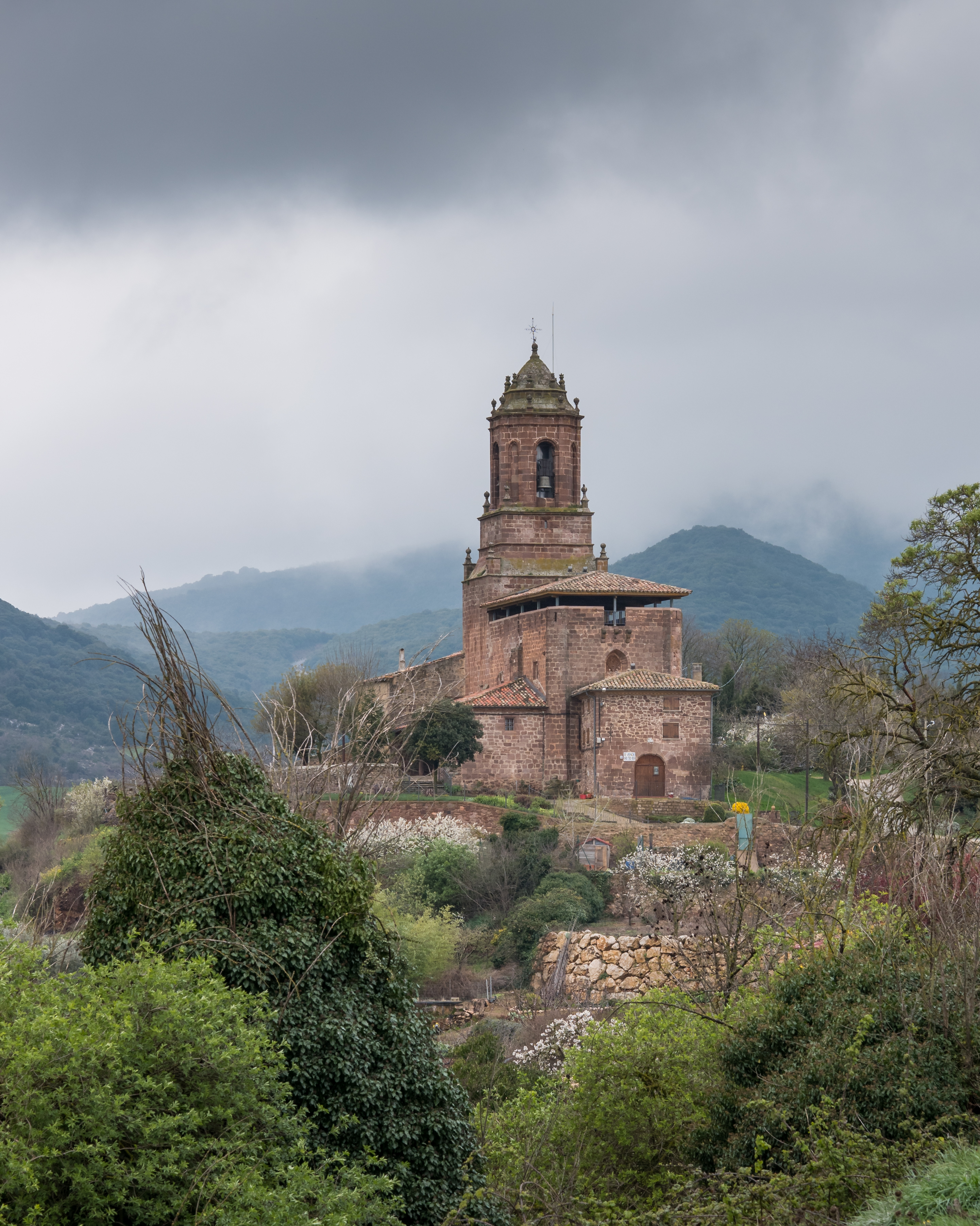
Romanuskirche
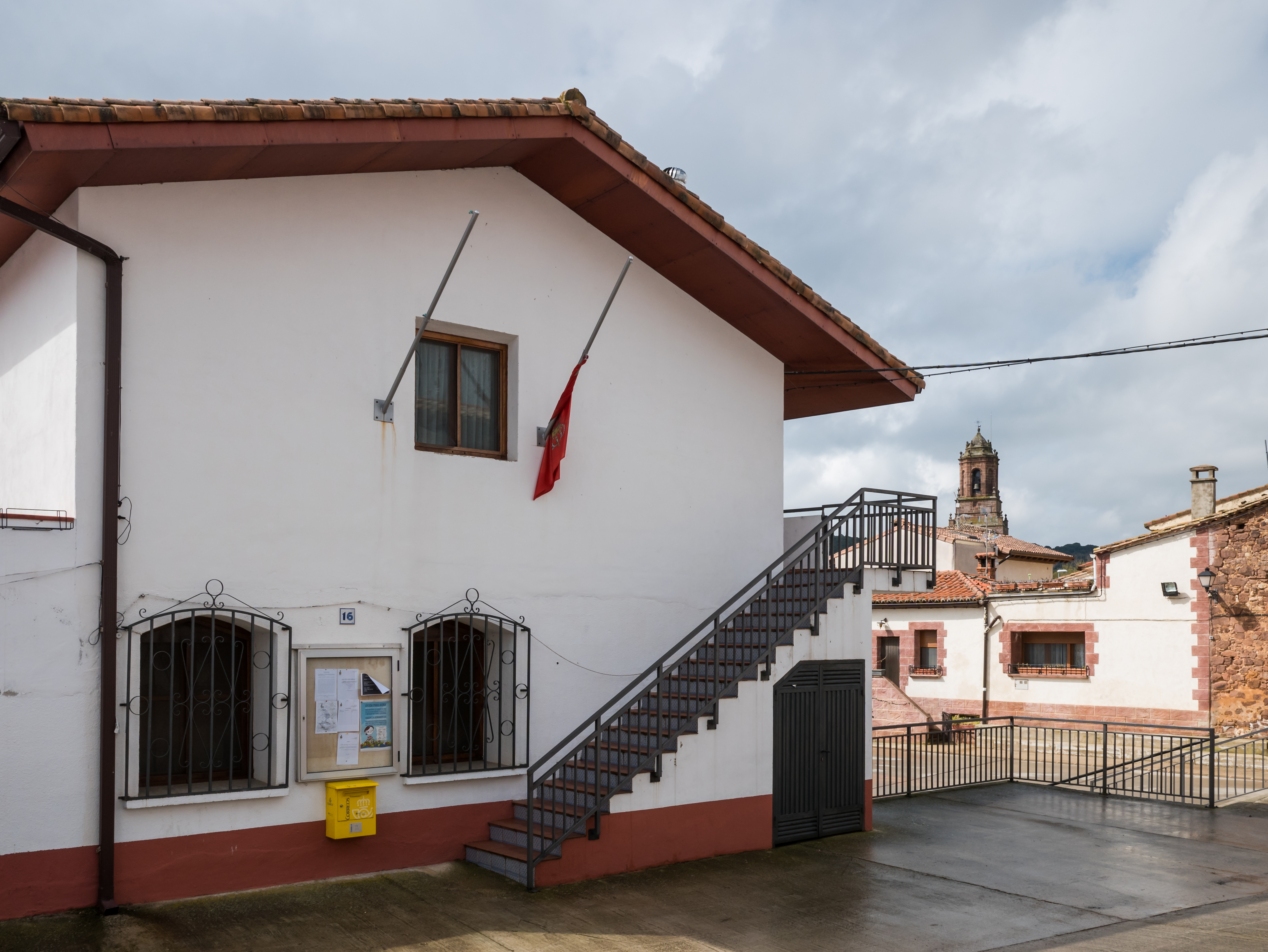
Rathaus

- Romanuskirche
- Rathaus